# Thành Lợi, Vụ Bản
Thành Lợi là một xã thuộc huyện Vụ Bản, tỉnh Nam Định.

## Địa lý
Địa giới hành chính xã phía Đông là sông Đào, TP Nam Định; phía Bắc giáp xã Đại An; phía Tây giáp các xã Quang Trung, Trung Thành và Kim Thái; phía Nam giáp xã Đại Thắng.
Xã Thành Lợi có diện tích 27,06 km², dân số năm 2024là 32.609 người, mật độ dân số đạt 1.205 người/km².

## Hành chính
Cư dân xã tập trung trong 4 làng gồm: làng Gạo, làng Cốc Thành, làng Mỹ Chung, và làng An Nhân. ủy ban nhân dân xã đóng tại thôn Quả Linh tức làng Gạo, hiện làng này là nơi có người nhiều nhất xã với khoảng trên 13.000 người bằng các người của các làng Mỹ Trung, An Nhân và Cốc Thành gộp lại.
Các thôn:
- Thôn Quả Linh (làng Gạo tên cổ là Cảo linh, kẻ Gạo) gồm các xóm: Trại Gạo, Chợ, Đông, Hát, Bến, Cầu, Phú, Chải, Gia, Cuối, Cùng, Nhì... sau giãn dân có thêm các khu xóm Mới, Đồng Thính, mới nhất là khu dân cư tập trung tại Đồng Cạn.
- Thôn An Nhân:...
- Thôn Mỹ Trung (trước là Xã Trung và Đồng Mỹ) gồm các xóm:Sa Trung, Đồng Lợi, Đồng Nguyên, Đồng Giang, Đồng Tân, Đồng Tiến...
- Thôn Bách Cốc gồm các xóm: A, B, C, Áp Phú, Trại Nội
- Thôn Phú Cốc
- Thôn Dương Lai: xóm Dương Lai trong, Dương Lai ngoài.
- Các xóm của Xã Tân Thành cũ: 1.2,4,5,6,7,8,9
- Các xóm của Xã Liên Bảo cũ: Định Trạch, Trung Phu, Xóm Đa, Xôi, Xưng, Trình Xuyên,…..

## Lịch sử
Ngày 23 tháng 7 năm 2024, Ủy ban Thường vụ Quốc hội ban hành Nghị quyết số 1104/NQ-UBTVQH15 về việc sắp xếp đơn vị hành chính cấp huyện, cấp xã trên địa bàn tỉnh Nam Định (nghị quyết có hiệu lực từ ngày 1 tháng 9 năm 2024). Theo đó, sáp nhập toàn bộ diện tích tự nhiên là 4,27 km², quy mô dân số là 5.385 người của xã Tân Thành và toàn bộ diện tích tự nhiên là 10,39 km², quy mô dân số là 10.421 người của xã Liên Bảo vào xã Thành Lợi.
Sau khi nhập, xã Thành Lợi có diện tích tự nhiên là 27,06 km² và quy mô dân số là 32.609 người.

## Kinh tế
Làng Gạo là làng rộng nhất và dân số đông nhất, trước vốn có nghề dệt, trong thời kỳ bao cấp cùng với sự phát triển của nhà máy dệt Nam Định, nơi đây tập trung các máy dệt của xã viên thành hợp tác xã dệt Thành Lợi, tới những năm 1990 của thế kỷ 20 nghề dệt thủ công ở đây vẫn rất phát triển. Nhưng sau khi Việt Nam bước vào thời kỳ hội nhập, một phần vì công nghệ lạc hậu một phần vì trình độ quản lý yếu kém, và tham ô cua ban quản trị nhà máy dệt dẫn đến tinh trạng người dân không có việc làm. Đến nay thì hầu như các nhà đều đã bỏ nghề dệt chỉ còn một công ty tư nhân là còn duy trì khoảng 200 máy dệt thủ công, có lẽ do người này yêu nghề muốn giữ nghề của cha ông.
Các làng khác như An Nhân hay Cốc Thành và Mỹ Trung là các làng thuần nông không có nghề phụ

## Di tích - Danh thắng
- Đền Bách Cốc: Thờ Thái hậu Dương Vân Nga, tương truyền bà đã từng về đây đốc thúc binh lương. Ghi dấu ấn của bà làng Bách Cốc lập đền thờ tôn là Thần Hoàng làng. Dương Vân Nga là bậc dân nhân 3 triều: Hoàng hậu nhà Đinh, nhà Tiền Lê, Tổ ngoại của nhà Lý. Lý Thái Tông suy tôn bà là Bảo Quang Hoàng thái hậu.
- Đình An Nhân: Thờ Tạ Sùng Hy có công phá vòng vây của Ngô sứ quân cứu thoát Đinh Bộ Lĩnh.
- Đền Phú Cốc: Thờ tướng Lê Khai. Ngọc phả đền Phú Cốc cho biết Nguyễn Bặc thừa lệnh Đinh Bộ Lĩnh về Phú Cốc chiêu mộ được hơn ba nghìn người quân sĩ. Nguyễn Bặc cũng là người chiêu dụ được Lê Khai - bậc hùng trưởng ở Vụ Bản, Nguyễn Tấn - thổ hào vùng An Lá, Nam Trực. Dân phủ Nghĩa Hưng theo về với Lê Khai rất đông.
- Đền Đông tại làng Gạo.
- Lễ hội Thái Bình Xướng Ca của Làng Gạo được công nhận là Di sản văn hóa Phi vật thể cấp quốc gia năm 2023, thể hiện sự vui mừng hoan ca của nhân dân sau khi đánh thắng giặc Nguyên-Mông xâm lược năm 1288
- Đình làng Tân Cốc thờ Linh Lang Đại Vương cùng Thập lục gia tiên tổ của làng, cùng nhiều di tích lịch sử văn hóa có giá trị tâm linh cũng như lịch sử.
- Chùa Tân Cốc( Diên Phúc Tự) ngôi chùa cổ lâu đời là nơi tu hành của nhiều thế hệ các bậc cao tăng hiện ở chùa có 5 ngọn tháp nơi an nghỉ của các bậc cao tăng , cùng nhiều kiến trúc , hiện vật độc đáo mang đậm nét Phật giáo cổ truyền.
- Phủ Bà là di tích lịch sử văn hóa lâu đời trên địa bàn xã. Thánh Đậu đại vương được thờ ở Phủ Bà (Đắc Lực, Thành Lợi, Vụ Bản) vốn là nàng Đậu bán nước ở đầu thôn. Khi vua Đinh Tiên Hoàng thua trận chạy đến nghỉ nhờ, bà đã giúp cho cơm ăn, áo mặc, lửa sưởi... mà không nhận sự trả ơn. Anh trai bà là Hoàng Sơn Khung là vị tướng nhà Đinh có công dẹp loạn 12 sứ quân.